# Organisme de défense et de gestion
Un organisme de défense et de gestion (ODG) est une association loi de 1901 qui a pour fonction de rédiger le cahier des charges des produits sous signes d'identification de la qualité et de l'origine (SIQO) tels que le label rouge, l'IGP, l'AOP, etc. et de contrôler sa mise en application (contrôle "interne"). Par exemple, chaque fromage français AOP ou chaque vin AOC ou IGP est défendu par un ODG.
Un ODG a reçu l'agrément de l'INAO et a pour mission de lui faire remonter l'ensemble des opérateurs en vue de leur habilitation à revendiquer les appellations d'un SIQO, suivant le cahier des charges qui définit leurs conditions de production, d'élaboration et de conditionnement. Il travaille en partenariat avec la DGCCRF et l'INAO pour défendre un produit certifié contre les fraudes et les usurpations, et promouvoir son appellation.
En 2020 :
- 250 organismes de défense et de gestion portent 440 cahiers des charges pour le secteur des vins, cidres et eaux-de-vie.
- 255 organismes de défense et de gestion portent 660 cahiers des charges pour le secteur agroalimentaire et laitier[3].

L’organisme de défense et de gestion élabore et contribue à la mise en œuvre du cahier des charges du produit (spécificité du produit, aire de production pour les produits AOC, AOP et IGP dont les caractéristiques sont liées à un lieu géographique), les règles de production, de transformation et éventuellement de conditionnement et d’étiquetage. 
Il désigne un organisme, agréé par l’INAO, pour réaliser le contrôle du cahier des charges et émet un avis sur le plan de contrôle ou d’inspection élaboré avec l’organisme de contrôle. 
Il participe aux actions de défense et de protection du nom, du produit et du terroir, aux actions de promotion et de valorisation du produit ainsi qu’à la connaissance économique du secteur (informations sur les volumes, nombre d’opérateurs par catégorie, aux moyens de production, à la valorisation des produits et aux débouchés).

## Historique
La mise en place d'organismes de défense et de gestion est décidée à la suite de la loi d'orientation agricole de 2006, dans une ordonnance réformant l'INAO,. Les ODG reprennent les missions auparavant confiées à des syndicats de défense des appellations d'origine ou des groupements qualité. La différence principale avec les syndicats est que l'adhésion des producteurs est obligatoire.  

## Activités
Les tâches d'un ODG consistent à :
- Élaborer le cahier des charges ;
- Contribuer à son application par les opérateurs ;
- Donner son avis et participer à la mise en œuvre des plans de contrôle et d’inspection (contrôles internes notamment) ;

- Tenir à jour des listes d’opérateurs qu’il transmet périodiquement à l’INAO ;
- Participer aux actions de défense et de protection du nom, du produit, du terroir ;
- Participer aux actions de valorisation du produit ;
- Développer une connaissance statistique du secteur ;
- Désigner l’OI (organisme d'inspection) ou l’OC (organisme de certification) réalisant le contrôle externe du cahier des charges ;
- Mettre en œuvre les décisions du comité national le concernant.